# James J. Corbett

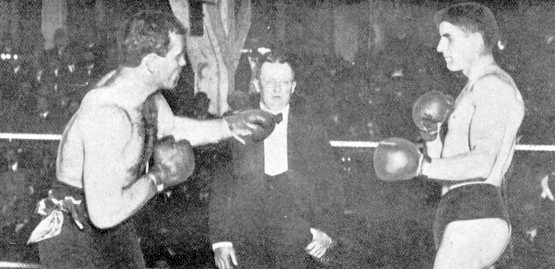
Jim Corbett im Kampf gegen Jim Jeffries (1903)

James John „Gentleman Jim“ Corbett (* 1. September 1866 in San Francisco, Kalifornien; † 18. Februar 1933 in Bayside, Queens, N.Y.) war ein US-amerikanischer Boxer. Er galt als Vertreter des Konterboxens.
Jim Corbett debütierte im Sommer 1886 unter dem Namen „Jim Dillon“ und gewann nach vier Runden durch Disqualifikation des Gegners. Nach insgesamt 13 absolvierten Kämpfen, davon neun Siegen und jeweils zwei Unentschieden bzw. nicht gewerteten Kämpfen, boxte Corbett am 14. April 1890 in Brooklyn, New York, gegen Dominick McCaffrey, der fünf Jahre zuvor in der ersten Schwergewichts-Weltmeisterschaft nach Einführung der Queensberry-Regeln gegen John L. Sullivan verloren hatte. Während der damalige Kampf sieben Runden gedauert hatte, besiegte Corbett McCaffrey bereits nach 4 Runden. Ein Jahr später stand Corbett dem farbigen Australier Peter „Black Prince“ Jackson gegenüber, dem Weltmeister Sullivan bislang aus dem Weg gegangen war. Nach 61 absolvierten Runden wurde der Kampf wegen Erschöpfung beider Kämpfer mit „No Decision“ abgebrochen.
Nach einem weiteren Sieg in einem Aufbaukampf forderte Jim Corbett am 7. September 1892 John L. Sullivan zum Kampf um die Weltmeisterkrone heraus. Obwohl im Vorfeld als 1:5-Außenseiter gehandelt, gewann letztlich Corbett durch K. o. in der 21. Runde und fügte damit dem gut 15 Kilogramm schwereren Titelverteidiger dessen erste Niederlage überhaupt zu.
Obwohl Corbett den WM-Titel insgesamt viereinhalb Jahre innehatte, verteidigte er ihn nur ein einziges Mal. Bereits bei seiner zweiten Titelverteidigung im Frühjahr 1897 in Carson City unterlag Corbett dem Briten Bob Fitzsimmons durch einen One-punch-Knockout in der 14. Runde.
Nach einer weiteren Niederlage gegen Tom Sharkey Ende 1898 bekam Corbett anderthalb Jahre später als erster Boxer überhaupt die Möglichkeit, den verlorenen Schwergewichtstitel zurückzugewinnen. Dabei stand er am 11. Mai 1900 in Brooklyn, New York City, dem neuen Weltmeister Jim Jeffries gegenüber, der zuvor Bob Fitzsimmons vorzeitig besiegt hatte. Nachdem Corbett den bis dato ungeschlagenen Champion phasenweise dominierte, musste er in der 23. Runde einen schweren Treffer einstecken und ging ebenfalls K. o.
Nach dieser Niederlage boxte Corbett noch zweimal. Den ersten Kampf bestritt er am 30. August 1900 gegen Charles McCoy, den er in der fünften Runde k. o. schlug. Der Kampf gilt allerdings bis heute als möglicherweise abgesprochen. 1903 forderte Corbett Weltmeister James Jeffries zu einem weiteren Titelkampf heraus, den er aber diesmal bereits nach 10 Runden vorzeitig verlor.
In den 1940er Jahren wurde Jim Corbett noch einmal populär durch die Verfilmung seiner Lebensgeschichte unter dem Titel Der freche Kavalier (OT: Gentleman Jim) mit dem australischen Schauspieler Errol Flynn in der Hauptrolle. 1975 wurde Corbett in dem von Bob Dylan und Jacques Levy geschriebenen Lied Hurricane erwähnt: Er lässt die Leute, die Rubin Carter ins Gefängnis bringen wollen, über jenen sagen, er sei „kein Gentleman Jim“.
1990 fand Jim Corbett Aufnahme in die International Boxing Hall of Fame.